# Горчаково (Ленинградская область)
Горчаково — деревня в Пчёвжинском сельском поселении Киришского района Ленинградской области.

## История
Деревня Горчаково упоминается на карте Генерального межевания Тихвинского уезда Новгородской губернии 1780—1790-х годов
Как деревня Горчакова она обозначена на «Специальной карте западной части России» Ф. Ф. Шуберта 1844 года.

ГОРЧАКОВО — деревня Матушкинского общества, прихода погоста Пятницы.

Крестьянских дворов — 22. Строений — 27, в том числе жилых — 23. 

Число жителей по семейным спискам 1879 г.: 61 м. п., 55 ж. п.; по приходским сведениям 1879 г.: 52 м. п., 55 ж. п.

В конце XIX века деревня административно относилась к Васильковской волости 1-го стана, в начале XX века — Васильковской волости 4-го стана 3-го земского участка Тихвинского уезда Новгородской губернии.

ГОРЧАКОВО — деревня Матушкинского общества, дворов — 33, жилых домов — 39, число жителей: 82 м. п., 93 ж. п. 

Занятия жителей — земледелие. Река Пчёвжа. 2 часовни. (1910 год)

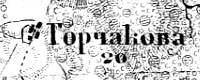
Деревня Горчаково на карте 1915 г.

Согласно карте Петроградской и Новгородской губерний 1915 года деревня называлась Горчакова и насчитывала 20 дворов.
С 1917 по 1918 год деревня Горчаково входила в состав Васильковской волости Тихвинского уезда Новгородской губернии.
С 1918 года в составе Череповецкой губернии.
С 1927 года в составе Бельского сельсовета Будогощенского района.
С 1928 года в составе Горчаковского сельсовета. В 1928 году население деревни Горчаково составляло 243 человека.
С 1932 года в составе Киришского района. Согласно карте Ленинградской области Северо-западного аэрогеодезического треста ГГУ издания 1932 года деревня насчитывала 24 крестьянских двора.
По данным 1933 года деревня Горчаково являлась административным центром Горчаковского сельсовета, в который входили 5 населённых пунктов: деревни Борутино, Горчаково, Железная Гора, Матушкино, Порог, общей численностью населения 1260 человек.
По данным 1936 года в состав Горчаковского сельсовета входили 5 населённых пунктов, 156 хозяйств и 4 колхоза.

План деревни Горчаково. 1937 год

Согласно топографической карте РККА 1937 года деревня насчитывала 45 крестьянских дворов. В деревне находились школа и сельсовет, был организован колхоз «Колосс». 
Согласно данным переписи населения СССР 1939 года в деревне Горчаково проживали 76 мужчин и 103 женщины, всего 179 человек.
С 1963 года в составе Волховского района.
С 1965 года вновь составе Киришского района. В 1965 году население деревни Горчаково составляло 155 человек.
По данным 1966 и 1973 годов деревня Горчаково также входила в состав Горчаковского сельсовета, административным центром сельсовета был посёлок Пчёвжа.
По данным 1990 года деревня Горчаково входила в состав Пчёвжинского сельсовета.
В 1997 году в деревне Горчаково Пчёвжинской волости проживали 120 человек, в 2002 году — 117 (русские — 96 %).
В 2007 году в деревне Горчаково Пчёвжинского СП проживали 115 человек, в 2010 году — 99.

## География
Деревня расположена в юго-восточной части района на автодороге 41К-115 (Кириши — Будогощь — Смолино), в месте примыкания к ней автодороги 41К-559 (подъезд к дер. Борутино).
Расстояние до административного центра поселения — 4 км.
Расстояние до ближайшей железнодорожной станции Пчёвжа — 4 км.
Деревня находится на левом берегу реки Пчёвжа.

## Демография
| 1879 | 1910 | 1928 | 1965 | 1997 | 2002 | 2007 |
| ---- | ---- | ---- | ---- | ---- | ---- | ---- |
| 116  | ↗175 | ↗243 | ↘155 | ↘120 | ↘117 | ↘115 |
| 2010 | 2017 |      |      |      |      |      |
| ↘99  | ↗107 |      |      |      |      |      |

### Национальный состав
Согласно данным Всероссийской переписи населения 2021 года в деревне проживали 122 человека, из них:
 русские — 120, другие национальности — 1 человек, один человек национальность не указал.

## Улицы
Береговая, Круговая, Матушкина, Полевая, Солнечная.

## Садоводства
Горчаково.